# Muxagata (Vila Nova de Foz Coa)
Muxagata é uma povoação portuguesa sede da Freguesia de Muxagata do Município de Vila Nova de Foz Côa, freguesia com 27,36 km² de área e 267 habitantes (censo de 2021), tendo, por isso, uma densidade populacional de 9,8 hab./km².

## Etimologia
Segundo Adalberto Alves, no seu Dicionário de Arabismos da Língua Portuguesa, a origem do topónimo Muxagata é a palavra árabe muxaqât, «estopas».

## História
Foi vila e sede de concelho até ao início do século XIX. Este era constituído apenas pela freguesia da sede e tinha, em 1801, 697 habitantes.

## Demografia
A população registada nos censos foi:
| Distribuição da População por Grupos Etários | Distribuição da População por Grupos Etários | Distribuição da População por Grupos Etários | Distribuição da População por Grupos Etários | Distribuição da População por Grupos Etários |
| -------------------------------------------- | -------------------------------------------- | -------------------------------------------- | -------------------------------------------- | -------------------------------------------- |
| Ano                                          | 0-14 Anos                                    | 15-24 Anos                                   | 25-64 Anos                                   | > 65 Anos                                    |
| 2001                                         | 41                                           | 39                                           | 189                                          | 134                                          |
| 2011                                         | 29                                           | 28                                           | 145                                          | 107                                          |
| 2021                                         | 21                                           | 16                                           | 115                                          | 115                                          |

## Património
- Igreja de Muxagata
- Capela de Santa Ana
- Capela da Senhora da Conceição
- Capela de São Sebastião
- Capela de Santa Clara
- Sítios de Arte Rupestre do Vale do Côa#Núcleo de arte rupestre da Quinta do Fariseu - Património Mundial UNESCO (1998)
- Sítios de Arte Rupestre do Vale do Côa#Núcleo de arte rupestre da Ribeira de Piscos/Quinta dos Poios - Património Mundial UNESCO (1998)
- Pelourinho de Muxagata